# Deborah Pryce
Deborah D. Pryce, född 29 juli 1951 i Warren, Ohio, är en amerikansk republikansk politiker. Hon representerade delstaten Ohios femtonde distrikt i USA:s representanthus 1993–2009.
Pryce gick i skola i Champion High School i Warren. Hon avlade 1973 grundexamen vid Ohio State University och 1976 juristexamen vid Capital University. Hon var domare i Franklin County, Ohio 1986–1992.
Kongressledamoten Chalmers Wylie kandiderade inte till omval i kongressvalet 1992. Pryce vann valet och efterträdde Wylie i representanthuset i januari 1993. Hon omvaldes sju gånger. Pryce kandiderade inte till omval i kongressvalet i USA 2008. Hon efterträddes i januari 2009 som kongressledamot av demokraten Mary Jo Kilroy.